# Liste du patrimoine immobilier classé de Sombreffe
Cette page regroupe l'ensemble du patrimoine immobilier classé de la commune belge de Sombreffe.
| Objet | Année de construction / Architecte | Adresse   | Section communale | Coordonnées                      | Numéro d’inventaire | Illustration                                     |
| --- | ---------------------------------- | --------- | ----------------- | -------------------------------- | ------------------- | ------------------------------------------------ |
| Ancien château-ferme de Sombreffe |                                    |           |                   | 50° 31′ 52″ nord, 4° 35′ 47″ est | 92114-CLT-0001-01   | Ancien château-ferme de Sombreffe                |
| Les terrains avoisinant l'ancien château-ferme de Sombreffe |                                    |           |                   | 50° 31′ 48″ nord, 4° 35′ 38″ est | 92114-CLT-0003-01   | Image manquanteTéléverser                        |
| La chapelle Notre-Dame de Walcourt, à Sombreffe (M) |                                    | Sombreffe |                   | 50° 31′ 39″ nord, 4° 35′ 36″ est | 92114-CLT-0004-01   | Image manquanteTéléverser                        |
| La Ferme d'en Haut (M) ainsi que l'ensemble formé par cette ferme et ses abords immédiats (S) à Ligny |                                    | Ligny     |                   | 50° 30′ 41″ nord, 4° 34′ 33″ est | 92114-CLT-0006-01   | Image manquanteTéléverser                        |
| Les façades et les toitures de l'ancienne ferme Frennet, à Sombreffe |                                    | Sombreffe |                   | 50° 30′ 51″ nord, 4° 34′ 48″ est | 92114-CLT-0007-01   | Image manquanteTéléverser                        |
| L'église Notre-Dame et les murs du cimetière à Tongrinne (M) ainsi que l'ensemble formé par l'église, l'ancien cimetière avec les peupliers et les acacias situés le long de la route de Boignée à Tongrinne (S)         |                                    | Tongrinne |                   | 50° 30′ 48″ nord, 4° 37′ 23″ est | 92114-CLT-0009-01   | Image manquanteTéléverser                        |
| L'habitation, le porche, les dépendances et les murs de la Cure à Tongrine (M) ainsi que l'ensemble formé par le terrain, les bâtiments, le chemin de messe et son pavement, le sentier longeant l'arrière du jardin (S) |                                    | Tongrine  |                   | 50° 30′ 55″ nord, 4° 37′ 24″ est | 92114-CLT-0010-01   | Image manquanteTéléverser                        |
| Parties médiévales du château-ferme de Sombreffe |                                    |           |                   | 50° 31′ 52″ nord, 4° 35′ 47″ est | 92114-PEX-0001-01   | Parties médiévales du château-ferme de Sombreffe |